# Pedro Carrasco
Pedro Juan Carrasco García (Alosno, Huelva, 11 de julio de 1943-Madrid, 27 de enero de 2001) fue un boxeador español de los años 60 y comienzos de la década de 1970. Poseía un boxeo fino y estilista, mucho pundonor y golpes que se hicieron famosos, como lo fue el bolo punch.
Fue uno de los mejores boxeadores españoles de la historia y famoso por ser el tercer español en conseguir el título mundial (el primero fue Baltasar Belenguer, Sangchili, y el segundo José Legrá). Este fue el de peso ligero del Consejo Mundial de Boxeo (WBC), que fue ganado ante Mando Ramos por descalificación de este en el duodécimo asalto. Después de perder en las siguientes dos revanchas ante Ramos, peleó en dos ocasiones más y se retiró en 1972, integrándose a continuación en el Departamento de Relaciones Públicas de Philip Morris.
El 22 de mayo de 1976, contrajo matrimonio en Chipiona (Cádiz) con Rocío Jurado, con quien tuvo una hija, Rocío (29 de abril de 1977). El matrimonio se separó en julio de 1989 y en agosto de 1996 Carrasco volvió a contraer matrimonio, en Alosno (Huelva), con la peluquera Raquel Mosquera (nacida el 12 de septiembre de 1969). Debido a sus dos matrimonios, su vida privada fue en numerosas ocasiones recogida por las revistas del corazón. Como consecuencia de un ataque al corazón, falleció a los cincuenta y siete años.
Tiene una calle con su nombre en Chipiona.

## Biografía

### Juventud
Nació en Alosno, Huelva, el 11 de julio de 1943. Con ocho años de edad se trasladó con su familia a Sevilla, y un año después a São Paulo, en Brasil. Su padre se llamaba Antonio Carrasco Arreciado y su madre, Antonia García Orta. Tuvo dos hermanos, Ramón y Antonio.
En Brasil empezó a trabajar con catorce años en una fábrica de embalajes y, dos años más tarde, en contra de lo que quería su padre, se inició en el boxeo y compitió en el campeonato amateur del Club Manzoni.

### Boxeo
En una gira de su club amateur, el Manzoni, debuta en Italia como profesional, exactamente en Imola, el 24 de octubre de 1962, ante Carlo Leggenda, al que gana por nocaut técnico en dos asaltos.
Su segundo combate lo realiza en Turín, ante Domenico Pillon, al que también gana en cuatro asaltos. Durante esa gira realiza nueve combates, en los que llega a pelear hasta en dos ocasiones en el mismo día, en Milán, ganando en todos ellos menos un empate ante Franco Rosini, al que gana en la revancha.
Su debut en España se produce en Barcelona, el 2 de agosto de 1963, derrotando a Manuel Carvajal de los Santos en seis asaltos por puntos. La revista The Ring, por error, escribe sobre este combate en noviembre de 1963, diciendo que el rival de Carvajal se llamaba Dos Santos y era originario de Brasil.
Después de esa primera victoria pelea otra vez en Barcelona, ante Juan Pinto, al que gana a los puntos en ocho asaltos, para volver a continuación a pelear en Italia, en Milán, y ante Giuseppe Amante, al que también gana en ocho asaltos. Su siguiente combate lo vuelve a disputar en España, en esta ocasión en Bilbao, ante Ángel Rodríguez Aguado, y vuelve a ganar a los puntos en ocho asaltos.
A los pocos días vuelve a Italia, a Roma, donde cae derrotado por primera vez en su carrera profesional. Su rival fue Aldo Pravisani, que le ganó en ocho asaltos a los puntos. Después de la derrota sigue peleando en Italia, hasta en quince ocasiones en los siguientes dos años, además de en Suiza y España, ganando en todas ellas.
En 1966 se afincó en España, donde a partir de entonces se realizan casi todos sus combates. Carrasco gana los siguientes 24 combates en España (la mayoría por nocaut) y se convierte por méritos propios en retador oficial del Campeonato de Europa de boxeo de peso ligero.
El 30 de junio de 1967 se proclama campeón europeo del peso ligero, en Madrid, ante el danés Boerge Krogh, al que derrotó por nocaut técnico en el octavo asalto. La siguiente pelea después de adjudicarse el cinturón era de revancha ante Aldo Pravisani, que le había infligido su primera derrota profesional, pero en esta ocasión quien gana es Carrasco a los puntos después de diez asaltos. 
En los siguientes cuatro meses se enfrenta a seis rivales en España, ganando a todos ellos por nocaut técnico. El 10 de mayo de 1968 vuelve a pelear con el título de Europa en juego, ante Kid Tano, al que vence en ocho asaltos, para más adelante defenderlo ante Bruno Melissano, Olli Maeki, Tore Magnussen y Miguel Velázquez. A todos ellos los venció: a Melissano por nocaut técnico en tres asaltos, a Maeki a los puntos en quince asaltos, a Magnussen por nocaut en el tercer asalto y a Velázquez a los puntos en quince asaltos.
Los siguientes 23 combates los realizó durante los siguientes 18 meses por Italia y España, hasta que volvió a pelear por el título europeo. Esta vez la categoría no era peso ligero sino  el peso superligero y su rival fue René Roque, al que ganó a los puntos en quince asaltos. Seis meses más tarde y cuatro combates más le proporcionaron una oportunidad mundialista que no quiso desaprovechar.
El 5 de noviembre de 1971, Carrasco se enfrenta por el título del Consejo Mundial de Boxeo (WBC) del peso ligero, al mexicano nacionalizado estadounidense Mando Ramos, ya que dicho título estaba vacante después de la renuncia a él de Ken Buchanan. Carrasco fue derribado en cuatro ocasiones pero finalmente ganó el combate por descalificación de Ramos en el décimo segundo asalto, como consecuencia de la injusta decisión arbitral de Samuel Odubote. De esta manera Carrasco se convertía en el tercer Campeón Mundial de España.
A los tres meses se tuvo que enfrentar de nuevo a Ramos. En esta ocasión no sería en el Palacio de los Deportes de Madrid; sería en Los Ángeles, Estados Unidos, el 18 de febrero de 1972. En esta ocasión perdió por puntos en otro combate muy polémico; los resultados de los jueces marcaron 6-7, 5-9 y 8-5.
El 28 de junio de 1972, otra vez en el Palacio de los Deportes de Madrid, se celebra una nueva revancha entre Carrasco y Ramos con el título mundial otra vez en juego. Carrasco fue derribado en el primer asalto y también en el segundo, terminando la pelea con victoria de Ramos por puntos, después de quince asaltos por un conteo de 142-144, 142-146 y 145-142.
Los tres combates frente a Ramos fueron épicos, y ambos se endosaron fuertes golpes. Esto, unido al encarnizado combate celebrado contra Miguel Velázquez en el Palacio de Deportes de Madrid años atrás, pasó factura a Carrasco. A pesar de todo, volvió a los cuadriláteros e hizo dos combates más frente a Enrico Barlatt, en Barcelona, al que venció por nocaut técnico en el cuarto asalto, el 22 de septiembre de 1972, y ante Beau Janes, al que venció por nocaut técnico en el sexto asalto, el día 1 de diciembre, en Madrid. Este fue su último combate.
Disputó un total de 111 combates como profesional, de los que ganó 106, perdió tres, e hizo dos combates nulos. Es el boxeador español con más victorias consecutivas, con un récord de 93-0-1. El empate se produjo cuando llevaba 83 combates consecutivos ganando. Peleó por siete títulos de Europa y tres Campeonatos del Mundo.
Destaca también por haber ganado por lo menos una vez a todos sus rivales; esto se debe a que sus derrotas fueron: dos ante Mando Ramos y una ante Aldo Pavisani, pero a ambos boxeadores les ganó a lo largo de su carrera; sus combates nulos se produjeron ante Franco Rossini, en Turín, y ante Joe Tetteh, en Barcelona. En ambos casos se produjo una revancha que ganó Carrasco.
Ha sido el único boxeador español que el Consejo Mundial de Boxeo (CMB) ha incluido (diciembre de 1993) en su clasificación de los 40 mejores boxeadores de los últimos 40 años, y también es el único español que tiene el honor de figurar en el Salón de la Fama del Consejo mundial del boxeo.

### Vida privada
Tras dejar el boxeo se integró en el departamento de Relaciones públicas de Philip Morris, estableció una gestoría y acometió otros negocios. El 22 de mayo de 1976 contrajo matrimonio con Rocío Jurado en el santuario de la Virgen de Regla; se separaron en julio de 1989. La pareja tuvo una hija, Rocío Carrasco Mohedano.
En agosto de 1996 volvió a contraer matrimonio en la iglesia de Nuestra Señora de Gracia de Alosno, Huelva, con Raquel Mosquera.
Falleció en Madrid, el 27 de enero de 2001, a los 57 años, como consecuencia de un ataque al corazón. Está enterrado en el panteón familiar Carrasco-García en el cementerio parroquial de Carabanchel Bajo.

## Palmarés
- Seis veces campeón de Europa (EBU) peso ligero
- Una vez campeón de Europa (EBU) peso superligero
- Una vez campeón del Mundo (WBC) peso ligero

## Peleas importantes
- 30 de junio de 1967 Madrid, España. Pedro Carrasco se proclamó campeón de Europa de los pesos ligeros tras vencer al vigente campeón, el danés Borge Krogh por K.O. técnico en ocho asaltos.
- 10 de mayo de 1968 Madrid, España. Pedro Carrasco retiene su corona de campeón continental del peso ligero tras vencer a su compatriota Kid Tano por K.O. en el octavo asalto.
- 13 de septiembre de 1968 Barcelona, España. Pedro Carrasco vuelve a retener su corona al vencer al italiano Bruno Melissano por K.O. técnico en tres asaltos.
- 18 de octubre de 1968 Valencia, España. Pedro Carrasco retiene su corona al vencer al finés Olli Maeki por puntos en quince asaltos.
- 6 de marzo de 1969 Barcelona, España. Pedro Carrasco vence al noruego Tore Magnussen por K.O. 3.º y retiene su corona continental.
- 14 de junio de 1969 Madrid, España. Pedro Carrasco y su gran rival a nivel nacional Miguel Velázquez se enfrentan en una gran pelea con el título europeo en juego. La rivalidad es tan grande que los seguidores de los boxeadores están encontrados como si de equipos de fútbol se tratara. Vence Pedro Carrasco por puntos en quince asalto tras un gran combate de ambos contrincantes.
- 21 de mayo de 1971 Madrid, España. Pedro Carrasco vence por puntos en quince asaltos al francés Rene Roque, campeón de Europa superligero, y se proclama campeón de esta categoría.
- 5 de noviembre de 1971 Madrid, España. En una increíble decisión, el árbitro descalifica al campeón mundial Mando Ramos, y Pedro Carrasco se convierte así en campeón del mundo. La WBC no lo reconoció como campeón y obligó a ambos a volverse a enfrentar.
- 18 de febrero de 1972 Los Ángeles, California, Estados Unidos. En una decisión que no convence a nadie, los jueces declaran campeón por puntos a Mando Ramos; no obstante, la WBC ordenaría que se organizara una nueva pelea entre ambos.
- 28 de junio de 1972 Madrid, España. Tras una reñida pelea y por poco margen, Mando Ramos retiene su corona mundial tras una muy discutida decisión.

## Combates
| N.º | Resultado | Balance | Rival                      |       | Asalto  |            | Localidad              |
| --- | --------- | ------- | -------------------------- | ----- | ------- | ---------- | ---------------------- |
| 110 | Victoria  | 105-3-2 | Beau Jaynes                | KOT   | 6 (10)  | 1/12/1972  | Madrid                 |
| 109 | Victoria  | 104-3-2 | Enrico Barlatti            | KOT   | 4 (10)  | 22/9/1972  | Barcelona              |
| 108 | Derrota   | 103-3-2 | Mando Ramos                | SD    | 15      | 28/6/1972  | Madrid                 |
| 107 | Derrota   | 103-2-2 | Mando Ramos                | SD    | 15      | 18/2/1972  | Los Ángeles            |
| 106 | Victoria  | 103-1-2 | Mando Ramos                | DESC. | 12 (15) | 5/11/1971  | Madrid                 |
| 105 | Victoria  | 102-1-2 | Jerry Wells                | KOT   | 5 (10)  | 10/9/1971  | Bilbao                 |
| 104 | Victoria  | 101-1-2 | Bruno Meggiolaro           | PTS   | 10      | 30/7/1971  | Madrid                 |
| 103 | Victoria  | 100-1-2 | Klaus Jacoby               | KO    | 3 (10)  | 8/7/1971   | Zaragoza               |
| 102 | Victoria  | 99-1-2  | David Pesenti              | DESC. | 10 (10) | 18/6/1971  | Barcelona              |
| 101 | Victoria  | 98-1-2  | René Roque                 | PTS   | 15      | 21/5/1971  | Madrid                 |
| 100 | Victoria  | 97-1-2  | Jake Gulino                | KO    | 9 (10)  | 17/4/1971  | Milán                  |
| 99  | Victoria  | 96-1-2  | Pietro Vargellini          | KOT   | 5 (10)  | 19/2/1971  | Madrid                 |
| 98  | Victoria  | 95-1-2  | Joe Tetteh                 | PTS   | 10      | 26/12/1970 | Madrid                 |
| 97  | Nulo      | 94-1-2  | Joe Tetteh                 | PTS   | 10      | 20/11/1970 | Barcelona              |
| 96  | Victoria  | 94-1-1  | Thomas Matthews            | KOT   | 2 (8)   | 4/9/1970   | Madrid                 |
| 95  | Victoria  | 93-1-1  | Olli Maki                  | PTS   | 10      | 22/8/1970  | Valencia               |
| 94  | Victoria  | 92-1-1  | Jean-Pierre Le Jaouen      | KOT   | 6 (10)  | 26/6/1970  | Madrid                 |
| 93  | Victoria  | 91-1-1  | Carlos Almeida             | KOT   | 5 (8)   | 13/6/1970  | Almería                |
| 92  | Victoria  | 90-1-1  | José Jaime Márquez Pereyra | KO    | 2 (8)   | 22/5/1970  | Madrid                 |
| 91  | Victoria  | 89-1-1  | Lakdar el Harizi           | KO    | 6 (10)  | 18/3/1970  | Valencia               |
| 90  | Victoria  | 88-1-1  | José Luis Vallejo          | KOT   | 2 (10)  | 4/3/1970   | Bilbao                 |
| 89  | Victoria  | 87-1-1  | Dave Wyatt                 | KOT   | 3 (10)  | 19/2/1970  | Barcelona              |
| 88  | Victoria  | 86-1-1  | Jake Gulino                | KOT   | 6 (10)  | 29/1/1970  | Madrid                 |
| 87  | Victoria  | 85-1-1  | Massimo Consolati          | KOT   | 3 (10)  | 15/1/1970  | Las Palmas             |
| 86  | Victoria  | 84-1-1  | Dino del Cid               | DESC. | 2 (10)  | 30/12/1969 | Barcelona              |
| 85  | Victoria  | 83-1-1  | Vic Andreetti              | KOT   | 10 (10) | 19/12/1969 | Madrid                 |
| 84  | Victoria  | 82-1-1  | Giampiero Salami           | KOT   | 6 (10)  | 22/11/1969 | Roma                   |
| 83  | Victoria  | 81-1-1  | Bill Whittenburg           | KOT   | 5 (10)  | 7/11/1969  | Madrid                 |
| 82  | Victoria  | 80-1-1  | Víctor Baerga              | KOT   | 4 (10)  | 23/10/1969 | Vigo                   |
| 81  | Victoria  | 79-1-1  | Paul Rourre                | KOT   | 9 (10)  | 27/9/1969  | Valencia               |
| 80  | Victoria  | 78-1-1  | Ángel Robinson García      | PTS   | 10      | 10/9/1969  | Bilbao                 |
| 79  | Victoria  | 77-1-1  | Massimo Consolati          | RET.  | 4 (10)  | 6/8/1969   | Bilbao                 |
| 78  | Victoria  | 76-1-1  | Paul Rourre                | KOT   | 6 (10)  | 24/7/1969  | Ordicia                |
| 77  | Victoria  | 75-1-1  | Miguel Velázquez           | PTS   | 15      | 13/6/1969  | Madrid                 |
| 76  | Victoria  | 74-1-1  | Klaus Jacoby               | KO    | 2 (10)  | 17/4/1969  | Barcelona              |
| 75  | Victoria  | 73-1-1  | Ould Makloufi              | KO    | 6 (10)  | 29/3/1969  | Málaga                 |
| 74  | Victoria  | 72-1-1  | Tore Magnussen             | KOT   | 3 (15)  | 6/3/1969   | Barcelona              |
| 73  | Victoria  | 71-1-1  | José Luiz Penteado         | DESC. | 4 (10)  | 2/1/1969   | Copenhague             |
| 72  | Victoria  | 70-1-1  | Al Rocca                   | KOT   | 3 (10)  | 5/12/1968  | Barcelona              |
| 71  | Victoria  | 69-1-1  | Kid Rainbow                | KOT   | 3 (10)  | 16/11/1968 | Vigo                   |
| 70  | Victoria  | 68-1-1  | Olli Maki                  | PTS   | 15      | 18/10/1968 | Valencia               |
| 69  | Victoria  | 67-1-1  | Bruno Melissano            | KOT   | 3 (15)  | 13/9/1968  | Barcelona              |
| 68  | Victoria  | 66-1-1  | Valerio Núñez              | KOT   | 3 (10)  | 10/8/1968  | Valladolid             |
| 67  | Victoria  | 65-1-1  | Serafino Lucherini         | PTS   | 10      | 31/7/1968  | Valencia               |
| 66  | Victoria  | 64-1-1  | José Luiz Penteado         | KOT   | 3 (10)  | 20/7/1968  | Vigo                   |
| 65  | Victoria  | 63-1-1  | Kid Tano                   | KO    | 8 (15)  | 10/5/1968  | Madrid                 |
| 64  | Victoria  | 62-1-1  | Enrique Levy               | KOT   | 4 (10)  | 7/4/1968   | Huelva                 |
| 63  | Victoria  | 61-1-1  | Giampiero Salami           | KOT   | 4 (10)  | 19/3/1968  | Valencia               |
| 62  | Victoria  | 60-1-1  | Eduardo Batista            | RET.  | 2 (10)  | 10/3/1968  | Santa Cruz de Tenerife |
| 61  | Victoria  | 59-1-1  | Paul Rourre                | KOT   | 4 (10)  | 4/2/1968   | Las Palmas             |
| 60  | Victoria  | 58-1-1  | Franco Brondi              | KOT   | 4 (10)  | 22/12/1967 | Madrid                 |
| 59  | Victoria  | 57-1-1  | Héctor Oliva               | KOT   | 4 (10)  | 15/12/1967 | Bilbao                 |
| 58  | Victoria  | 56-1-1  | Aldo Pravisani             | PTS   | 10      | 1/12/1967  | Madrid                 |
| 57  | Victoria  | 55-1-1  | Borge Krogh                | RET.  | 8 (15)  | 30/6/1967  | Madrid                 |
| 56  | Victoria  | 54-1-1  | Jesse Green                | KOT   | 3 (10)  | 2/6/1967   | Madrid                 |
| 55  | Victoria  | 53-1-1  | Ángel Neches               | PTS   | 10      | 13/5/1967  | Salamanca              |
| 54  | Victoria  | 52-1-1  | Abdelkader ben Bachir      | KO    | 3 (8)   | 29/4/1967  | Sevilla                |
| 53  | Victoria  | 51-1-1  | Benito Gallardo            | KOT   | 5 (10)  | 8/4/1967   | Salamanca              |
| 52  | Victoria  | 50-1-1  | Roy Ate                    | KOT   | 3 (10)  | 7/10/1966  | Madrid                 |
| 51  | Victoria  | 49-1-1  | Daniel Deneux              | KOT   | 6 (10)  | 22/9/1966  | Barcelona              |
| 50  | Victoria  | 48-1-1  | Boualem Belouard           | KOT   | 3 (10)  | 9/9/1966   | Madrid                 |
| 49  | Victoria  | 47-1-1  | Tony Falcón                | KOT   | 2 (10)  | 2/9/1966   | Madrid                 |
| 48  | Victoria  | 46-1-1  | Joaquín Martín             | KOT   | 5 (10)  | 13/8/1966  | Valencia               |
| 47  | Victoria  | 45-1-1  | Pedro Gómez Acebo          | KOT   | 3 (10)  | 5/8/1966   | Madrid                 |
| 46  | Victoria  | 44-1-1  | Manuel Prieto              | PTS   | 10      | 17/7/1966  | Valencia               |
| 45  | Victoria  | 43-1-1  | Ricardo Navarro            | KOT   | 4 (10)  | 8/7/1966   | Madrid                 |
| 44  | Victoria  | 42-1-1  | Víctor Derceira            | KOT   | 5 (8)   | 28/6/1966  | Valencia               |
| 43  | Victoria  | 41-1-1  | Karl Furcht                | KO    | 3 (10)  | 17/6/1966  | Barcelona              |
| 42  | Victoria  | 40-1-1  | Dris ben Amar              | KOT   | 3 (10)  | 10/6/1966  | Madrid                 |
| 41  | Victoria  | 39-1-1  | Vítor Alves                | KO    | 3 (10)  | 3/6/1966   | Madrid                 |
| 40  | Victoria  | 38-1-1  | Quintino Soares            | KOT   | 6 (10)  | 26/5/1966  | Barcelona              |
| 39  | Victoria  | 37-1-1  | Emilio Riccetti            | PTS   | 10      | 13/5/1966  | Madrid                 |
| 38  | Victoria  | 36-1-1  | Mario Oberti               | PTS   | 10      | 31/3/1966  | Barcelona              |
| 37  | Victoria  | 35-1-1  | Ameur Lamine               | PTS   | 10      | 17/3/1966  | Barcelona              |
| 36  | Victoria  | 34-1-1  | Pierre Tirlo               | KOT   | 8 (10)  | 3/3/1966   | Barcelona              |
| 35  | Victoria  | 33-1-1  | Georges Payen              | KO    | 3 (10)  | 17/2/1966  | Barcelona              |
| 34  | Victoria  | 32-1-1  | Serafino Lucherini         | PTS   | 8       | 3/2/1966   | Barcelona              |
| 33  | Victoria  | 31-1-1  | Roger Younsi               | KOT   | 1 (8)   | 20/1/1966  | Barcelona              |
| 32  | Victoria  | 30-1-1  | René Roque                 | PTS   | 8       | 13/12/1965 | Milán                  |
| 31  | Victoria  | 29-1-1  | Pedro Gómez Acebo          | PTS   | 8       | 30/10/1965 | Como                   |
| 30  | Victoria  | 28-1-1  | Mario Oberti               | RET.  | 7 (10)  | 19/9/1965  | Varese                 |
| 29  | Victoria  | 27-1-1  | Serafino Lucherini         | KOT   | 7 (10)  | 28/8/1965  | Gubbio                 |
| 28  | Victoria  | 26-1-1  | Cosimo Lacirignola         | KOT   | 4 (8)   | 9/7/1965   | Bérgamo                |
| 27  | Victoria  | 25-1-1  | Lat Shonibare              | KOT   | 4 (8)   | 28/6/1965  | Nápoles                |
| 26  | Victoria  | 24-1-1  | Vincenzo Pitardi           | PTS   | 8       | 19/2/1965  | Turín                  |
| 25  | Victoria  | 23-1-1  | Juan Pinto                 | PTS   | 8       | 4/2/1965   | Barcelona              |
| 24  | Victoria  | 22-1-1  | Miguel Calderín            | PTS   | 8       | 23/12/1964 | Barcelona              |
| 23  | Victoria  | 21-1-1  | Mohamed Halimi Laroussi    | KO    | 3 (8)   | 12/12/1964 | Basilea                |
| 22  | Victoria  | 20-1-1  | Pedro Gómez Acebo          | PTS   | 8       | 26/11/1964 | Barcelona              |
| 21  | Victoria  | 19-1-1  | Aldo Pravisani             | PTS   | 8       | 16/10/1964 | Turín                  |
| 20  | Victoria  | 18-1-1  | Cosimo Lacirignola         | PTS   | 8       | 19/9/1964  | Milán                  |
| 19  | Victoria  | 17-1-1  | Tristano Tartarini         | PTS   | 8       | 14/8/1964  | Falconara              |
| 18  | Victoria  | 16-1-1  | Giancarlo Stelutti         | KOT   | 5 (8)   | 19/7/1964  | Falconara              |
| 17  | Victoria  | 15-1-1  | Fortunato Munzone          | KOT   | 6 (8)   | 6/7/1964   | Saint Angelo Lodigiano |
| 16  | Victoria  | 14-1-1  | Serafino Lucherini         | PTS   | 8       | 28/6/1964  | Saint-Vincent          |
| 15  | Victoria  | 13-1-1  | Teresito Colombo           | PTS   | 6       | 16/5/1964  | Gallarate              |
| 14  | Victoria  | 12-1-1  | Giuliano Scatolini         | KOT   | 4 (8)   | 22/4/1964  | Milán                  |
| 13  | Derrota   | 11-1-1  | Aldo Pravisani             | PTS   | 8       | 11/3/1964  | Roma                   |
| 12  | Victoria  | 11-0-1  | Giuseppe Amante            | PTS   | 8       | 7/2/1964   | Milán                  |
| 11  | Victoria  | 10-0-1  | Juan Pinto                 | PTS   | 8       | 24/8/1963  | Barcelona              |
| 10  | Victoria  | 9-0-1   | Manuel Carvajal            | PTS   | 8       | 2/8/1963   | Barcelona              |
| 9   | Victoria  | 8-0-1   | Franco Rosini              | PTS   | 6       | 27/5/1963  | Módena                 |
| 8   | Nulo      | 7-0-1   | Franco Rosini              | PTS   | 6       | 10/5/1963  | Turín                  |
| 7   | Victoria  | 7-0     | Pietro Ziino               | PTS   | 4       | 29/3/1963  | Milán                  |
| 6   | Victoria  | 6-0     | Luciano Lambertini         | PTS   | 4       | 29/3/1963  | Milán                  |
| 5   | Victoria  | 5-0     | Emilio Riccetti            | PTS   | 6       | 22/2/1963  | Milán                  |
| 4   | Victoria  | 4-0     | Tristano Tartarini         | PTS   | 6       | 30/1/1963  | Milán                  |
| 3   | Victoria  | 3-0     | Franco Rosini              | PTS   | 6       | 9/1/1963   | Milán                  |
| 2   | Victoria  | 2-0     | Domenico Pillon            | KOT   | 4 (6)   | 27/11/1962 | Turín                  |
| 1   | Victoria  | 1-0     | Carlo Leggenda             | KOT   | 2 (6)   | 24/10/1962 | Ímola                  |

## El marino de los puños de oro
En 1968 se estrenó la película El marino de los puños de oro (el título correcto de la película debería ser El infante de Marina de los puños de oro), protagonizada por Pedro Carrasco, quien compartía reparto con Andrés Pajares. Carrasco da vida a Pedro Montero, quien comienza boxeando en Brasil e Italia hasta que llega a España y se alista en la Infantería de Marina de la Armada Española. Allí, con ayuda de sus compañeros, logrará el título europeo ante un italiano, venciendo, además, a las malas artes de sus rivales, que le habían metido una mujer en su cama para descentrarle. La historia de Pedro Carrasco tiene similitudes con la historia de Pedro Montero, por lo que la cinta puede ser considerada como una biografía que narra el paso de Carrasco por la Infantería de Marina española.

## Premios
- Premio a "La gran pelea del centenario" de la Federación Española de Boxeo (- a título póstumo- 29 de octubre de 2022).